# Dietrich Briesemeister
Dietrich Briesemeister (* 12. Mai 1934 in Altena, Westfalen) ist ein deutscher Romanist, insbesondere Hispanist und Lusitanist. Seine Forschungsschwerpunkte sind Spanien, Portugal, Mexiko, Peru und Kolumbien, die neulateinische Literatur in Lateinamerika sowie deutsch-spanische Kulturbeziehungen vom 15. bis zum 20. Jahrhundert. Er war Professor für Iberoromanistik an den Universitäten Mainz, FU Berlin und Jena sowie von 1987 bis 1999 Direktor des Ibero-Amerikanischen Instituts in Berlin.

## Leben
Briesemeister studierte von 1952 bis 1959 romanische und mittellateinische Philologie und Philosophie in Tübingen, Rennes und München. Mit einer Arbeit über Die Dichtung der Rosalía de Castro promovierte er 1960 an der Philosophischen Fakultät der Ludwig-Maximilians-Universität München. Von 1959 bis 1971 arbeitete er in der Bayerischen Staatsbibliothek, zuletzt als Bibliotheksdirektor. Seine Habilitation erfolgte 1966 ebenfalls in München mit einer Schrift zum Todesgedanke[n] in der spanischen, katalanischen und portugiesischen Literatur bis zum Ausgang des Mittelalters. Von 1971 bis 1987 war Briesemeister als Professor für Romanistik an der Universität Mainz tätig. Hier war er Direktor des Instituts für spanische und portugiesische Sprache und Kultur am Fachbereich Angewandte Sprachwissenschaft (FAS) in Germersheim.
Von 1987 bis 1999 war Briesemeister Direktor des Ibero-Amerikanischen Instituts Preußischer Kulturbesitz und C4-Professor für iberoromanische Philologie an der Freien Universität Berlin. Von 1999 bis 2004 lehrte er Iberoromanistik an der Friedrich-Schiller-Universität in Jena. Seit 1996 ist Briesemeister zudem als Fachgutachter der Deutschen Forschungsgemeinschaft für romanistische Literaturwissenschaft tätig. Sowohl dem Deutschen Hispanistenverband als auch dem Deutschen Lusitanistenverband stand er mehrere Jahre als Präsident vor. Im September 2016 wurde er als korrespondierendes Mitglied in die Real Academia Española berufen.

## Schriften (Auswahl)
- (Hrsg., mit Klaus Zimmermann): Mexiko heute. Politik, Wirtschaft, Kultur (= Bibliotheca Ibero-Americana, Bd. 43). Vervuert, Frankfurt/M. 1992, ISBN 3-89354-543-3 (2. Aufl. 1996).
- (Mithrsg.): Brasilianische Literatur der Zeit der Militärherrschaft (1964–1984) (= Bibliotheca Ibero-Americana, Bd. 47). Vervuert, Frankfurt/M. 1992, ISBN 3-89354-547-6.
- (Mithrsg.): Brasilien heute. Politik, Wirtschaft, Kultur (= Bibliotheca Ibero-Americana, Bd. 53). Vervuert, Frankfurt/M. 1994, ISBN 3-89354-553-0.
- (Hrsg.): Brasilien im Umbruch (= Biblioteca luso-brasileira, Bd. 2). TFM Teo Ferrer de Mesquita, Frankfurt/M. 1996, ISBN 3-925203-51-6.
- (Mithrsg.): Portugal heute. Politik, Wirtschaft, Kultur (= Bibliotheca Ibero-Americana, Bd. 64). Vervuert, Frankfurt/M. 1997, ISBN 3-89354-564-6.
- (Hrsg.): Bestandsaufnahme und Zukunftsperspektiven der deutschsprachigen Lusitanistik (= Biblioteca luso-brasileira, Bd. 4). TFM Teo Ferrer de Mesquita, Frankfurt/M. 1998, ISBN 3-925203-65-6.
- (Hrsg., mit Axel Schönberger): Moderne Mythen in den Literaturen Portugals, Brasiliens und Angolas (= Biblioteca luso-brasileira, Bd. 5). TFM Teo Ferrer de Mesquita, Frankfurt/M. 1998, ISBN 3-925203-63-X.
- (Hrsg.): Imperium Minervae. Studien zur brasilianischen, iberischen und mosambikanischen Literatur (= Lusorama, Beihefte Reihe 2, Bd. 15). Domus Ed. Europaea, Frankfurt/M. 2003, ISBN 3-927884-66-9.
- (Hrsg.): Von Spanien nach Deutschland und Weimar-Jena. Verdichtung der Kulturbeziehungen in der Goethezeit (= Ereignis Weimar-Jena, Bd. 3). Winter, Heidelberg 2003, ISBN 3-8253-1517-7.
- (Hrsg.): Vielfalt und Heterogenität. Studien zu den Literaturen Angolas, Brasiliens, Mosambiks und Portugals (= Lusorama, Beihefte Reihe 2, Bd. 17). Domus Ed. Europaea, Frankfurt/M. 2004, ISBN 3-927884-69-3.
- Spanien aus deutscher Sicht. Deutsch-spanische Kulturbeziehungen gestern und heute (= Iberoromania, Beihefte, Bd. 20). Niemeyer, Tübingen 2004, ISBN 3-484-52920-2.
- (Hrsg.): Varietas litterarum lusitanicarum.  Studien zu den Literaturen Angolas, Brasiliens, Mosambiks und Portugals (= Lusorama, Beihefte Reihe 2, Bd. 18). Domus Ed. Europaea, Frankfurt/M. 2006, ISBN 3-927884-78-2.
- (Hrsg.): Die Wanderung von Themen und Motiven in die und in den Literaturen der portugiesischsprachigen Welt (= Lusorama, Beihefte Reihe 2, Bd. 19). Domus Ed. Europaea, Frankfurt/M. 2016, ISBN 978-3-936132-38-0.

Festschriften
- Axel Schönberger (Hrsg.): De orbis Hispani linguis litteris historia moribus. Festschrift für Dietrich Briesemeister zum 60. Geburtstag. Domus Ed. Europaea, Frankfurt/M. 1994, ISBN 3-927884-45-6.
- Sybille Große (Hrsg.): Dulce et decorum est philologiam colere. Festschrift für Dietrich Briesemeister zu seinem 65. Geburtstag. Domus Ed. Europaea, Frankfurt/M. 1999, ISBN 3-927884-61-8.